# موتور پتی محمد (کورین، دو)
موتور پتی محمد روستایی در دهستان کورین بخش کورین شهرستان زاهدان استان سیستان و بلوچستان ایران است.

## جمعیت
بر پایه سرشماری عمومی نفوس و مسکن در سال ۱۳۹۵ جمعیت این روستا ۱۱ نفر (۴خانوار) بوده‌است.